# 松岡村
松岡村（まつおかむら）は大分県大分郡にあった村。現在の大分市の中部、大野川左岸、東九州自動車道・大分松岡パーキングエリアの南側一帯にあたる。

## 地理
- 山：古城山
- 河川：大野川、乙津川

## 歴史
- 1889年（明治22年）4月1日 - 町村制の施行により、松岡村・毛井村・大津留村の区域をもって発足。
- 1954年（昭和29年）3月31日 - 大分郡川添村・高田村・鶴崎町・明治村と合併して鶴崎市が発足。同日松岡村廃止。

## 交通

### 道路
現在は旧村域に東九州自動車道の大分松岡パーキングエリアが所在するが、当時は未開業。